# Беналла
Бена́лла (англ. Benalla) — місто в Австралії, штат Вікторія. Центр району Беналла. Розташоване за 40 км на південний захід від Вангаратта.

## Історія
Місцевість майбутнього міста була обжита пастором Джозефом Докером у 1838 році і названа Беналта-Ран, від аборигенної назви качки Biziura lobata. Саме ж місто було засноване 1846 року. Перше поштове відділення відкрилось 1844 року і до 1854 року називалось Брокен-Рівер.

## Господарство
Господарство міста представлене підприємствами з обслуговування сільського господарства, є фабрика з виробництва ДВП, військовий завод.
Біля міста є аеропорт Беналла, який в роки Другої світової війни слугував військовим, а з 1953 року тут знаходиться авіаційний клуб. У самому місті є залізнична станція Беналла.

## Населення
Населення міста становить 9129 осіб (2006; 8593 в 2001).

## Соціальна сфера

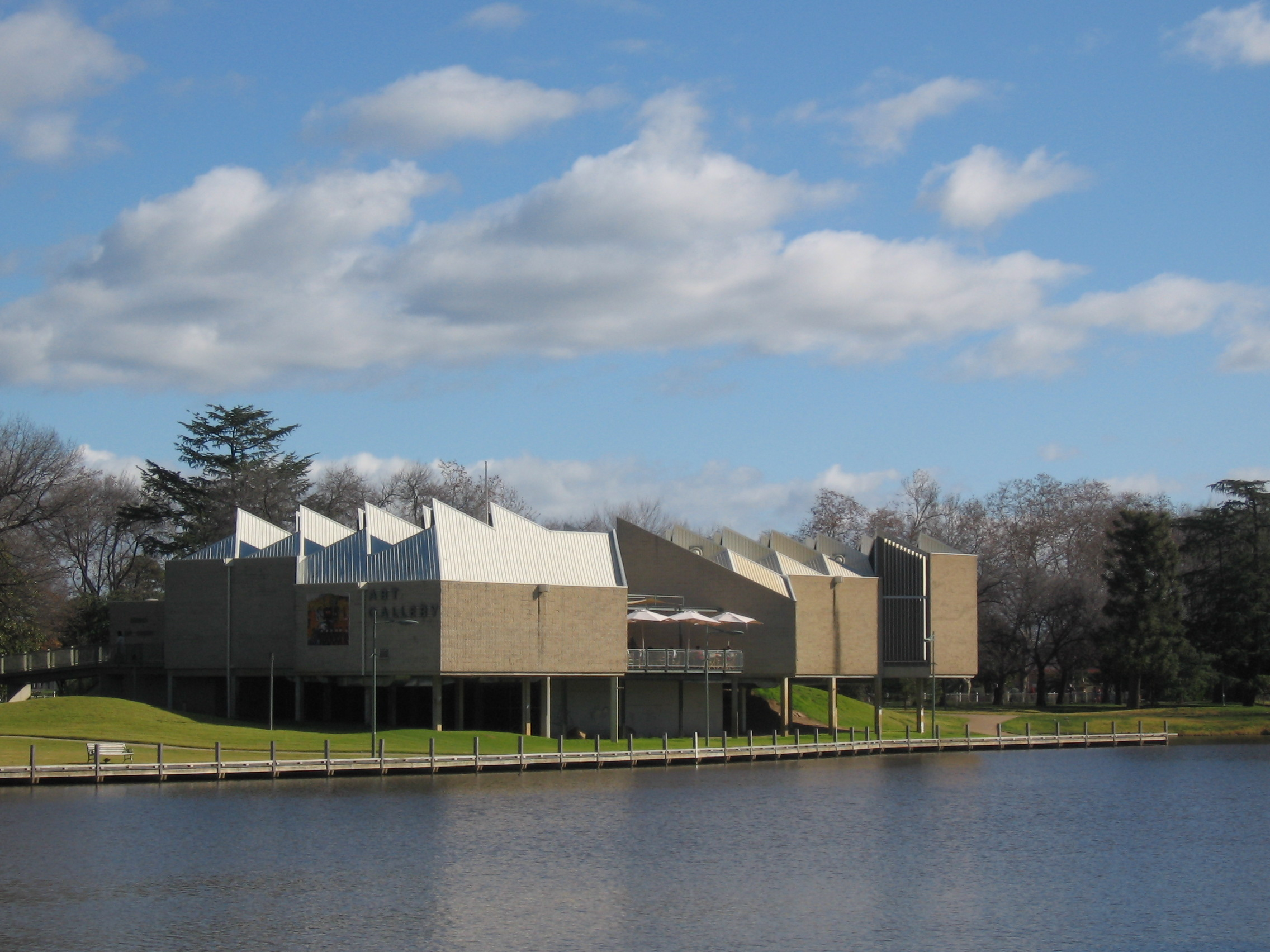
Нова картинна галерея

На річці Брокен-Рівер часто трапляються повені, тому в районі міста берег був укріплений дамбами, а на самому березі розгорнути парк. У ньому часто виставляють свої скульптури місцеві художники. У місцевому розарії проводиться щорічний фестиваль троянд (з 1967 року).
Серед закладів освіти в місті є регіональний центр інституту Голбурн-Овенс, на базі якого в 2004 році був відкрита картинна галерея за підтримки міністра освіти Лінн Коскі. У місті діє регіональна драматична академія ГРАДА.
Місто має свої спортивні команди з австралійського футболу: Беналла, яка грає в лізі Голбурн-Валлі, та Всі Чорні Беналли, які грають в лізі Овенс та Кінг. Також тут діють кінний гоночний клуб (існує навіть кубок Беналли, що проводиться в жовтні), 2 гольфклуби. Біля міста збудована Вінтонська мототраса для перегонів.
Назвою міста названо два військових кораблі Королівського Австралійського ВМФ — HMAS Benalla (A 04) та HMAS Benalla (J323).

## Відомі люди
У місті народились:
- Баден Кук — спортсмен-велосипедист, чемпіон
- Томмі Дандердейл — канадський хокеїст
- Ліза Максвелл — австралійська співачка
- Марк Сеймур — австралійський співак, лідер гурту Hunters & Collectors
- Нік Сеймур — співак, художник та музичний продюсер
- Гектор Валлер — австралійський військовий капітан часів Другої світової війни

Тут навчався герой Другої світової війни Едвард Данлоп.

## Галерея

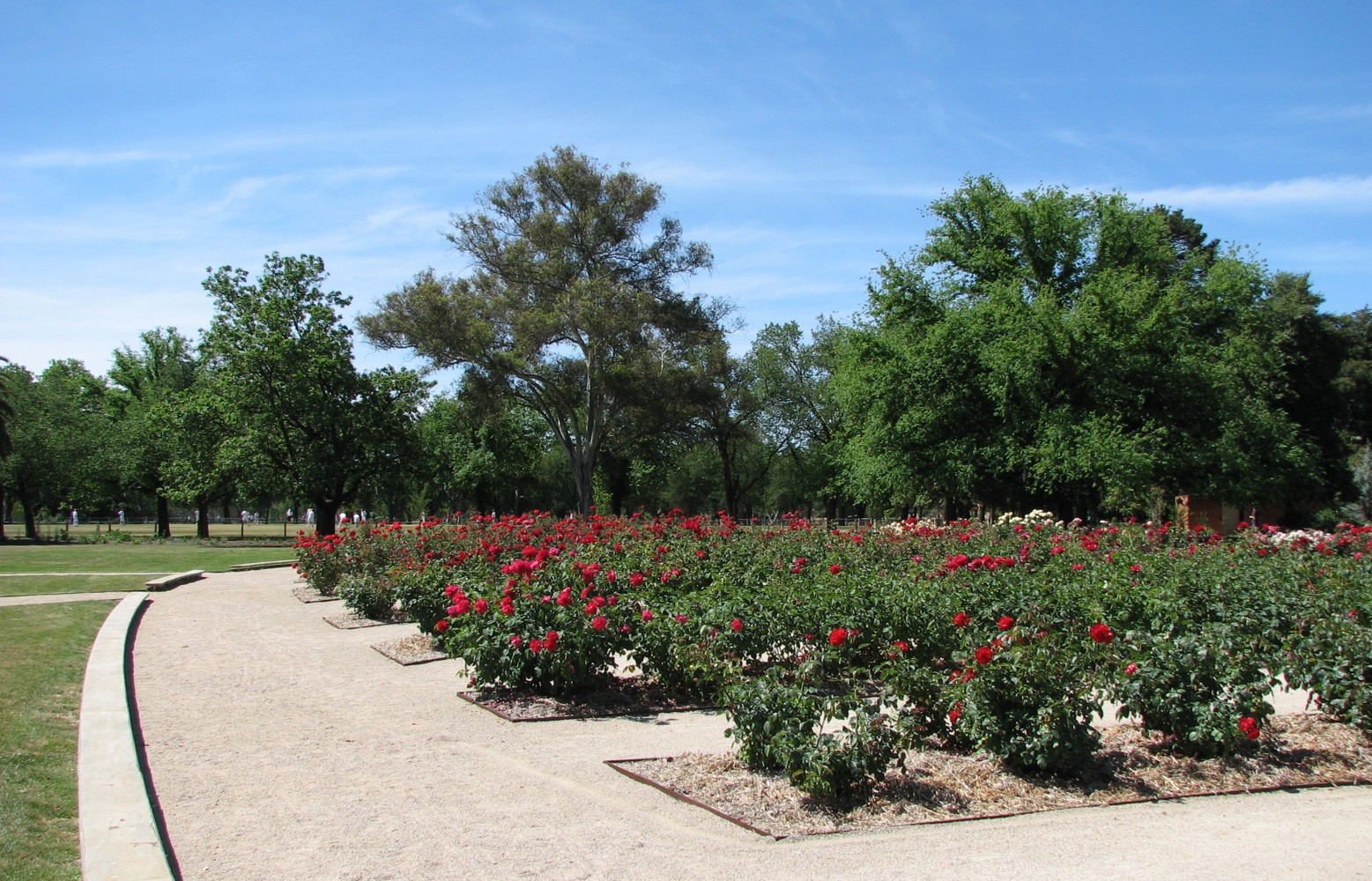
Місцевий розарій
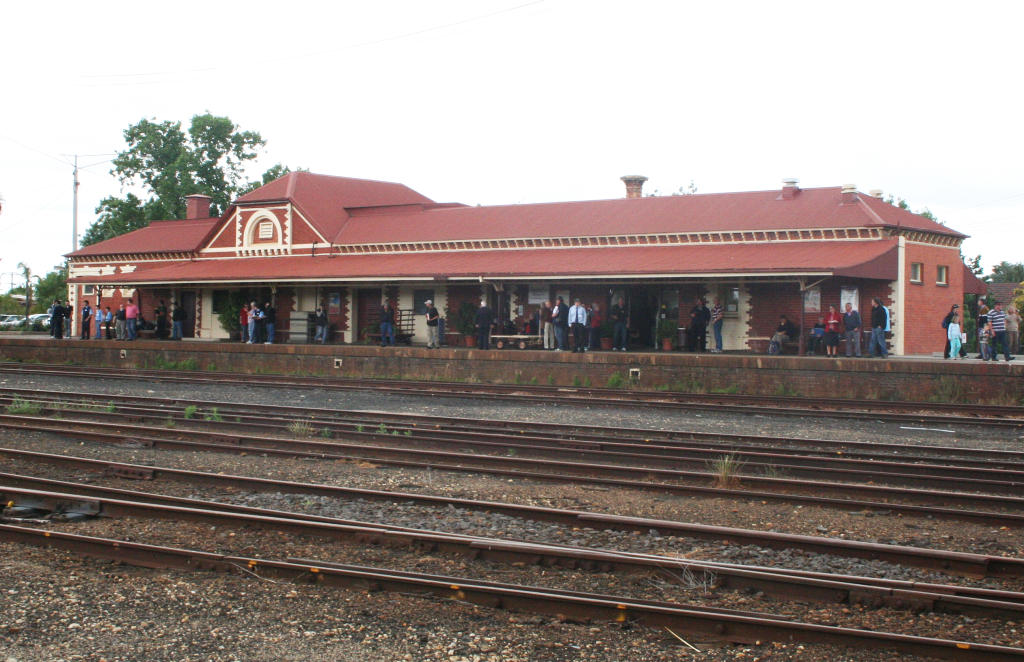
Залізнична станція Беналла
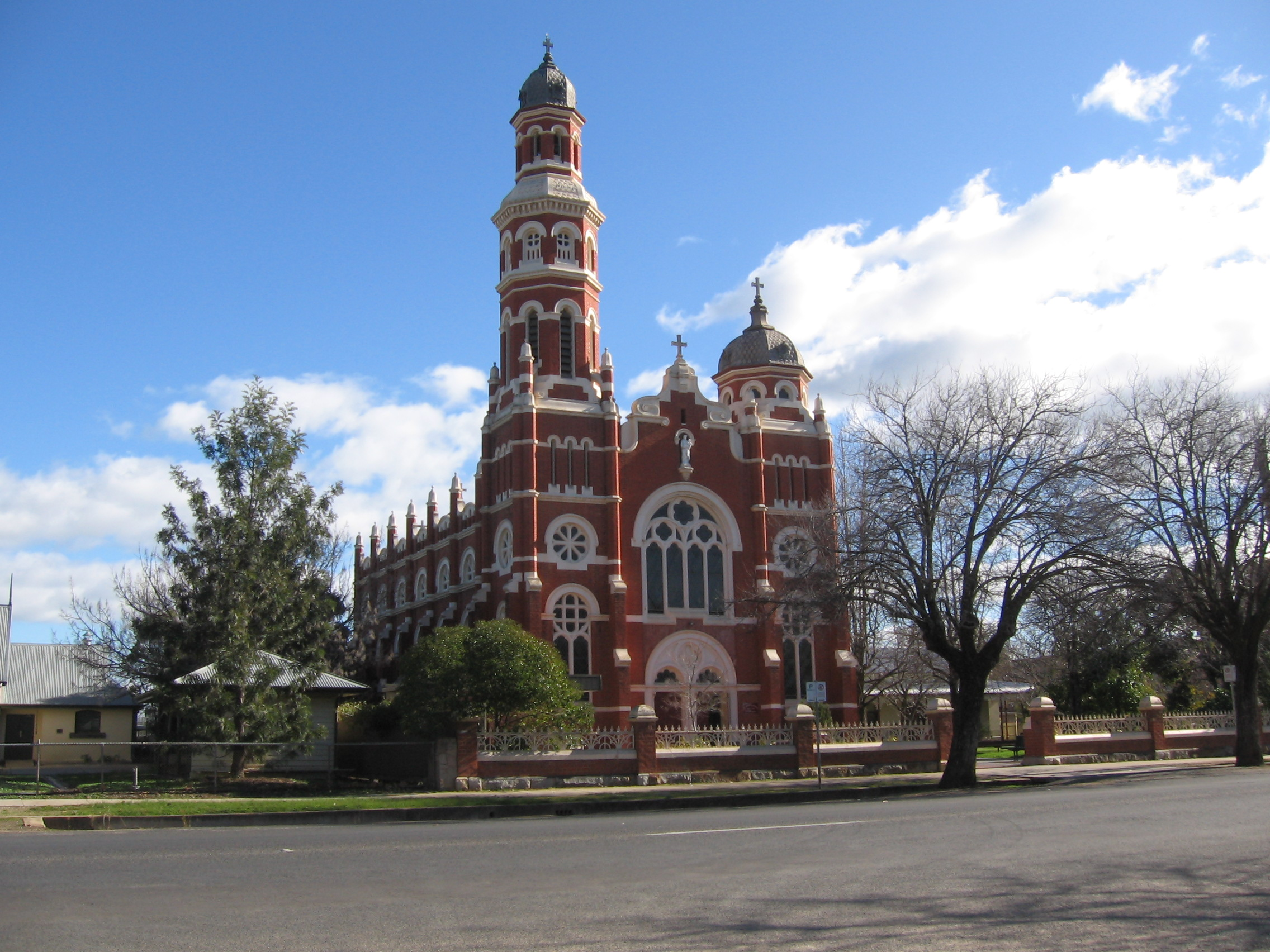
Католицька церква
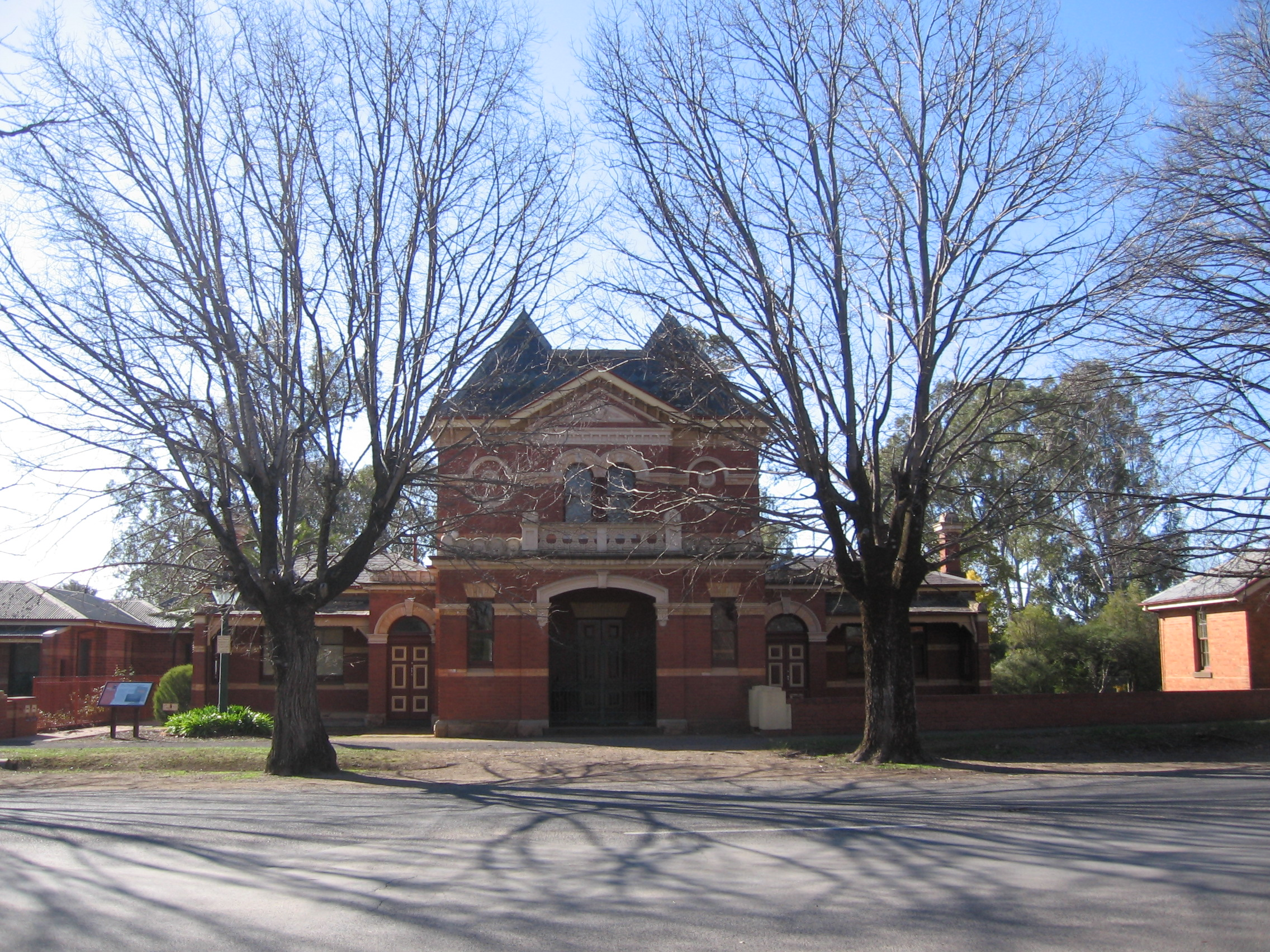
Стара будівля суду
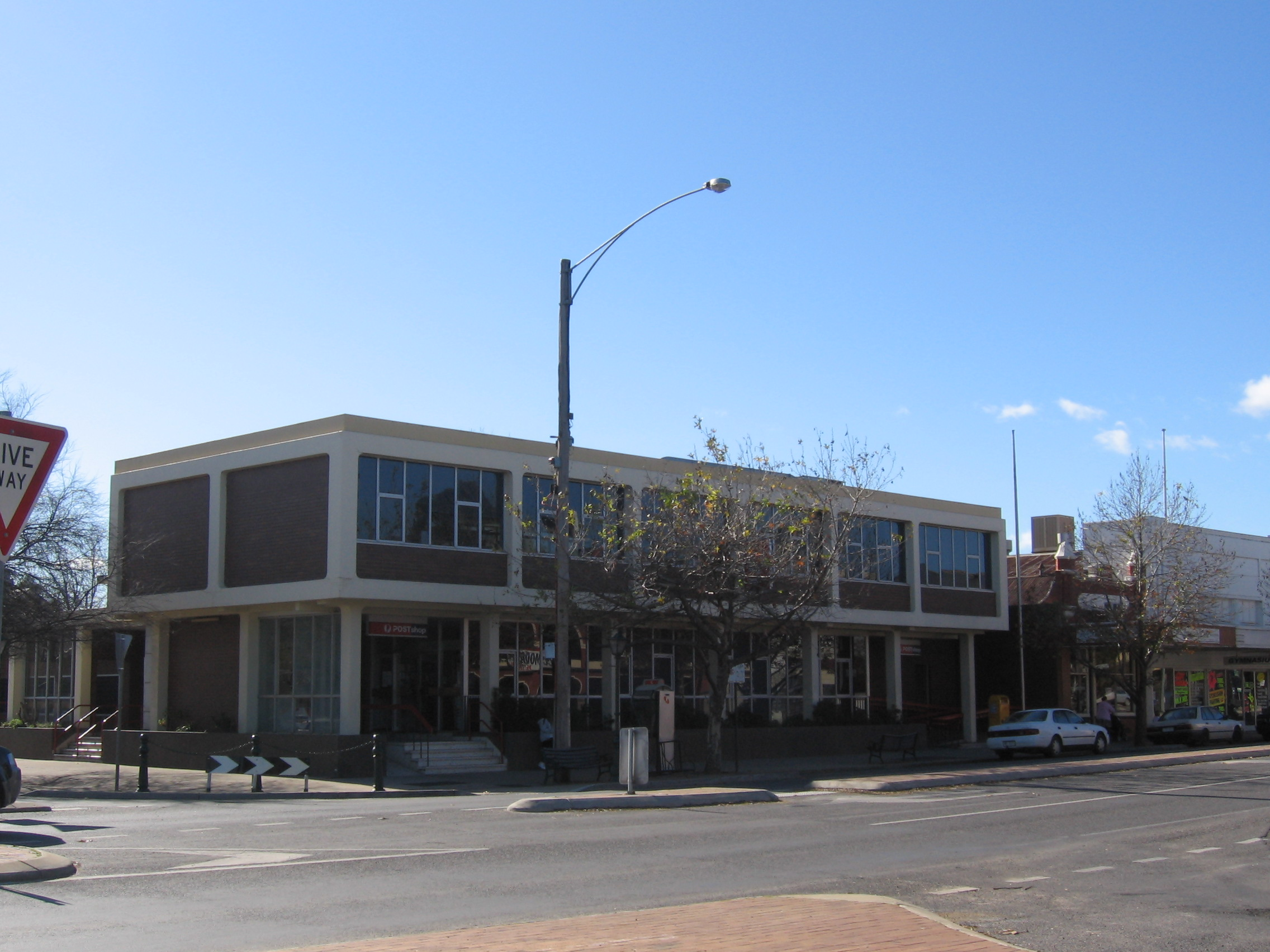
Поштове відділення